# Zygmunt Lasocki
Zygmunt Lasocki (16. prosince 1867 Krakov – 17. února 1948 Krakov) byl rakouský a polský politik z Haliče, na počátku 20. století poslanec Říšské rady, v meziválečném Polsku diplomat a velvyslanec v Československu.

## Biografie
Vystudoval právo na Jagellonské univerzitě v Krakově. Byl zároveň majitelem statku. Působil jako předseda okresní rady v Tarnobřehu. Angažoval se v politice. Od roku 1907 byl členem Polské lidové strany.
Na počátku 20. století se zapojil i do celostátní politiky. Ve volbách do Říšské rady roku 1911 získal mandát v Říšské radě (celostátní zákonodárný sbor) za obvod Halič 45. Byl členem poslanecké frakce Polský klub. Ve vídeňském parlamentu setrval až do zániku monarchie. K roku 1911 se profesně uvádí jako místodržitelský rada.
Za první světové války se zasloužil o péči o haličské uprchlíky. V roce 1918 byl tajemníkem Polské likvidační komise. Následně se zapojil do diplomatických služeb polského státu. V letech 1919–1921 a 1923–1926 byl polským velvyslancem v Praze. Patřil k pravicovému křídlu Polské lidové strany „Piast” a zasadil se o její sloučení s národní demokracií. Po odchodu do penze se zabýval historiografií.